# Lady Denham
Die Lady Denham war ein Passagierschiff auf dem Gambia-Strom im westafrikanischen Staat Gambia. Es wurde für einen regelmäßigen Fährbetrieb längs des Flusses eingesetzt.

## Technische Daten
Das Schiff hatte 297 Bruttoregistertonnen und die Maße 38,1 × 7,62 m. Der Tiefgang des Schiffes war 2,74 m. Angetrieben wurde das Dampfschiff durch zwei Schrauben.
Das Schiff war 1980 als Motiv auf Briefmarken abgebildet.

## Geschichte
Das Schiff wurde 1929 für die damalige britische Kolonie Gambia von der britischen Werft Philip and Son in Dartmouth als Yard No 760 gebaut und in Betrieb genommen. Getauft wurde das Passagierschiff auf dem Namen Lady Denham, der Name der Gemahlin des damaligen britischen Gouverneurs Edward Brandis Denham.
Bei ihrem Fahrbetrieb bewegte sie sich auf einer Strecke von 390 Kilometer bzw. 300 Meilen von der gambischen Hauptstadt Bathurst (heutiger Name: Banjul) am Atlantischen Ozean flussaufwärts bis nach Basse Santa Su. Diese Strecke legte sie innerhalb rund einer Woche zurück.
Die Lady Denham diente seinerzeit, wie auch die spätere Lady Chilel Jawara auch als mobiles Postamt. Die Postsendungen wurden, ohne Aufpreis, mit dem Stempel „T.P.O. - Travelling Post Office“ versehen.
Im Dezember 1946 kollidierte die Lady Denham mit einem anderen Schiff namens Vic 20 rund 3,45 Kilometer flussabwärts von Kuntaur und rund zwei Kilometer östlich der Bird Island. Die Lady Denham sank, aber es waren keine Todesopfer zu beklagen. Von dem Wrack sind bis heute noch aus dem Flusswasser ragende Masten zu erkennen. Als Ersatz wurde die 1949 gebaute Lady Wright in Dienst gestellt.